# 李灿 (1901年)
李灿（1901年—1932年），原名李文彬，字昭炳，湖南宜章人，红八军军长。
清光绪二十六年十一月十一日（1901年1月1日）生于湖南省宜章县近城团长冲李家的农民家庭。
1914年入宜章县阁邑高小读书。
1918年5月，入湘军第二师三旅六团一营二连，班长彭得华（后改名彭德怀），营部文书黄公略。
1920年改文彬之名为灿。
1926年7月，北伐军占领长沙，收编后任国民革命军第八军第二师第一团上尉副官。
1928年2月或4月加入中国共产党。
1930年6月被任命为红八军军长。
1930年7月因身体虚弱被组织送到上海附近疗养。
1932年被国民党杀害。

## 家庭
父亲：李光河，字芳远
母亲：吴初善